# Richard P. Binzel
Richard P. Binzel, född 1958, är en amerikansk astronom.
Minor Planet Center listar honom som R. P. Binzel och som upptäckare av 3 asteroider, mellan 1987 och 1990.
Asteroiden 2873 Binzel är uppkallad efter honom.

## Upptäckta asteroider
| 11868 Kleinrichert | 2 oktober 1989   |
| 13014 Hasslacher   | 17 november 1987 |
| 29196 Dius         | 19 december 1990 |